# William McAdoo

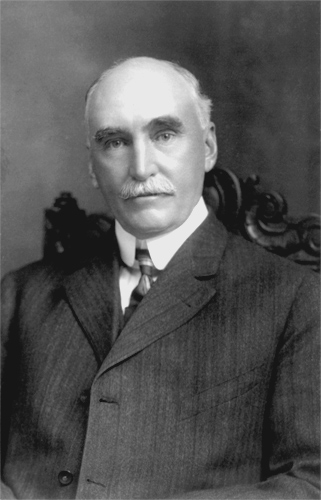
William McAdoo

William McAdoo (* 25. Oktober 1853 bei Ramelton, County Donegal, Irland; † 7. Juni 1930 in New York City) war ein US-amerikanischer Politiker. Zwischen 1883 und 1891 vertrat er den Bundesstaat New Jersey im US-Repräsentantenhaus.

## Werdegang
Im Jahr 1865 kam William McAdoo mit seinen Eltern aus Irland nach Jersey City, wo er die öffentlichen Schulen besuchte. Nach einem anschließenden Jurastudium und seiner 1874 erfolgten Zulassung als Rechtsanwalt begann er in Jersey City in diesem Beruf zu arbeiten. Zwischen 1870 und 1875 war er auch als Zeitungsreporter tätig. Gleichzeitig schlug er als Mitglied der Demokratischen Partei eine politische Laufbahn ein. Im Jahr 1882 saß er als Abgeordneter der New Jersey General Assembly.
Bei den Kongresswahlen des Jahres 1882 wurde McAdoo im siebten Wahlbezirk von New Jersey in das US-Repräsentantenhaus in Washington, D.C. gewählt, wo er am 4. März 1883 die Nachfolge von Augustus Albert Hardenbergh antrat. Nach drei Wiederwahlen konnte er bis zum 3. März 1891 vier Legislaturperioden im Kongress absolvieren. Zwischen 1887 und 1889 war er Vorsitzender des Milizausschusses. Im Jahr 1890 wurde McAdoo von seiner Partei nicht mehr zur Wiederwahl nominiert.
Nach dem Ende seiner Zeit im US-Repräsentantenhaus praktizierte er wieder als Anwalt. Während der zweiten Amtszeit von Präsident Grover Cleveland (1893–1897) war McAdoo als Nachfolger von James R. Soley stellvertretender Marineminister (Assistant Secretary of the Navy). 1904 trat er für eine zweijährige Amtszeit die Nachfolge von Francis Vinton Greene als Leiter (Commissioner) des New York Police Department an; er lebte dort bereits seit 1892. In den folgenden Jahren betätigte sich McAdoo wieder als Anwalt. Außerdem befasste er sich mit literarischen Angelegenheiten. Seit 1910 bis zu seinem Tod war er Vorsitzender Amtsrichter im ersten Gerichtsbezirk von New York City. Er starb am 7. Juni 1930 in New York City und wurde auf dem Woodlawn Cemetery in der Bronx beigesetzt.